# Tetragonochora abdominalis
Tetragonochora abdominalis är en stekelart som beskrevs av Morley 1915. Tetragonochora abdominalis ingår i släktet Tetragonochora och familjen brokparasitsteklar. Inga underarter finns listade i Catalogue of Life.